# Musée Jacquemart-André
Musée Jacquemart-André je muzeum v Paříži, které shromažďuje umělecké předměty z 18. století. Nachází se na Boulevardu Haussmann č. 158 v 8. obvodu. Je pojmenováno po svých zakladatelích, kterými byli bankéř Édouard André (1833–1894) a jeho manželka, malířka Nélie Jacquemart (1841–1912). Muzeum je v majetku Francouzského institutu.

## Historie
Muzeum se nachází v městském paláci, který nechal postavit Édouard André. V roce 1868 pověřil architekta Henri Parenta (1819–1895). Stavba na pozemku o rozloze 5700 m2 probíhala v letech 1869–1875.
V roce 1872 Édouard André koupil časopis o umění Gazette des Beaux-Arts a stal se ředitelem Union centrale des arts décoratifs (Ústřední svaz dekorativního umění). Rozhodl se vytvořit sbírku uměleckých předmětů z 18. století jako obrazy, sochy, tapiserie a další umění.
V roce 1881 se Édouard André oženil s malířkou Nélie Jacquemart, která se spolu s manželem podílela na vytváření sbírky. Nélie Jacquemart se zajímala i o italskou renesanci a umění 15. století. Současně s tím zařizovali svůj palác jako svého druhu soukromé muzeum.
V roce 1894 Édouard André zemřel a zanechal manželku, aby vytvořila budoucí muzeum. Ta se rozhodla odkázat palác i s vybavením Francouzskému institutu za podmínky, že bude přeměněn na muzeum pro veřejnost.
Od roku 1913, kdy byl naplněn její odkaz, se dispozice paláce nezměnily.
V roce 1995 správu muzea převzala společnost Culturespaces (pobočka energetické firmy GDF Suez), která organizuje prohlídky paláce a jednorázové výstavy.

## Sbírky
Muzejní sbírky tvoří především francouzské, italské, holandské a vlámské malířství, sochy, nábytek a umělecké předměty.